# قطار بلا نهاية
قطار بلا نهاية (بالإنجليزية: infinity train)‏، هو مسلسل تلفزيوني أمريكي من مختارات الرسوم المتحركة تم إنشاؤه من قبل أوين دينيس وهو كاتب وفنان لوحة القصة المصورة في العرض العادي لكرتون نتورك تم بث الإصدار التجريبي في 1 نوفمبر 2016 حيث قامت كرتون نتورك بتسليط الضوء على السلسلة الكاملة بسبب الاستقبال الإيجابي، تم عرض المسلسل لأول مرة في 5 أغسطس 2019 وتم إصدار ثلاثة مواسم حاليًا، بالإضافة إلى سلسلة من الحلقات القصيرة في أواخر عام 2019.
تم إعداد المسلسل على قطار ضخم وغامض ويبدو أنه لا نهاية له يسافر عبر المناظر الطبيعية القاحلة التي تحتوي سياراتها على مجموعة متنوعة من البيئات الغريبة والخيالية والمستحيلة، كل موسم (يشار إليه باسم «الكتاب») يتبع مجموعة مختلفة من الشخصيات حيث يحاولون إيجاد طريقة لمغادرة القطار الموسم الأول بعنوان بأثر رجعي، الطفل الدائم، تتحدث القصة عن فتاة صغيرة تدعى توليب تحاول الهرب بمساعدة روبوت يدعى One-One والكلب المتحدث Atticus، بينما يركز الثاني، Cracked Reflection، على "MT"، قاصر شخصية من الموسم الأول، الذي يصادق صبي يدعى جيسي والغزلان يسمونه آلان دراكولا
عند ظهوره لأول مرة، تلقى «قطار بلا نهاية» استحسانًا نقديًا للقصة وشخصياته وأسلوب الرسوم المتحركة البصرية والتمثيل الصوتي تم الترويج لها في البداية كمسلسل قصير، ولكن بعد نهاية الموسم الأول، أُعلن أن قطار بلا نهاية سيستمر كسلسلة مختارات بدلاً من ذلك.

## القصة
فتاة شابه بعمر ال13 مهووسة بتصميم الالعاب
بعد ان انفصل والداها تبدأ في انعزالها وتغير مزاجها مع ان حياتها لم تكن أفضل أو اسعد حتى مع وجود والدها معها فكانت مشاكل والداها كثيرة منذ صغرها
بعد ادراكها ان كل من والديها ليسا متفرغين تماما لها ولاخذها إلى نادي برمجة الالعاب الذي نسيت ما كان اسمه
تقرر توليب الهرب والذهاب إلى هناك بمفردها بعد ضياعها في الثلج ترى قطار جاء من العدم مكتوب انه متوجه إلى نادي برمجة الالعاب
ترددت في البداية بالركوب وما ان وضعت قدمها على القطار شعرت بشيء انفجر بداخله
الآن هي عالقة على مقطورات القطار اللانهائي مع عدد غريب على يدها ينقص كل فترة لسبب ما
كل ما تعرفه انها ان حاولت الهرب فلا مكان تذهب اليه وستضل تركض في الصحراء حتى تقوم الحيوانات الوحشية بالتهامها
و ان هناك بشر آخرون على القطار وان انتهى وقتهم عليه سيموتون... وقد تكون هي التالية
و هنا بدأت رحلة توليب مقطورات الانفينيتي ترين أو القطار اللانهائي
في كل مقطورة هناك باب في النهاية يصل إلى المقطورة التي بعدها
و احيانا على توليب تجاوز اشياء خطيرة وحل الغاز لفتح الباب
و احيانا أخرى يمكنها فقط فتحه بسهوله
خلال رحلتها أول شخص التقت به كان في أول مقطورة دخلتها وهو ون-ون حيث كان يبحث عن امه
فبدأ باللحاق بها وبعده كان القط الذي حاول شراء ون-ون منها ولكنها استعادته
و بعده كان اتيكوس حيث قامت توليب بانقاذ شعبه ولكنه لحق بها لكي يتأكد من القضاء على الوحش تماما وبقاء شعبه ومملكته في امان
ون-ون واتيكوس هما الشخصان الوحيدان الذان اكملا طريقهما معها